# Премія імені М. І. Лобачевського
Премія імені М. І. Лобачевського — нагорода, що присуджується Російською академією наук за видатні роботи в галузі геометрії. Названа на честь М. І. Лобачевського, відомого російського математика, одного з першовідкривачів гіперболічної геометрії.

## Історія
Ініціатива присудження премії була присвячена до 100-ї річниці з дня народження М. І. Лобачевського і належить О. В. Васильєву, голові Казанського фізико-математичного товариства, тісно пов'язаного з Казанським федеральним університетом, професором і ректором якого був Лобачевський. Казанське фізико-математичне товариство зібрало оргкомітет із понад ста членів (більш як 50 з яких були іноземними вченими), який заявив широкомасштабну підписку на капітал імені Лобачевського. Із зібраних коштів був відреставрований надгробок на могилі вченого і створений пам'ятник Лобачевському навпроти Казанського університету.
На момент заснування премії в 1895 році було зібрано капітал у розмірі 6000 рублів золотом, з яких виплачувалися премії по 500 рублів через кожні три роки. При перших трьох присудженнях рецензенту, який написав критичний відгук на роботу номінанта, присуджувалася медаль імені М. І. Лобачевського.
У 1918 році капітал Лобачевського був «секвестрованим» (тобто конфіскованим), але в 1925 році за клопотанням Казанського фізико-математичного товариства Наркомат освіти вніс премію у свій кошторис. Проте, за наступні 20 років премія присуджувалася лише тричі.
Після другої світової війни постановою Ради Міністрів СРСР від 29 січня 1947 року «Про премії імені великого російського вченого М. І. Лобачевського» було вирішено заснувати дві премії, міжнародну та заохочувальну для радянських учених, присудження яких було покладено на Президію Академії наук СРСР. Постановою Академії наук СРСР від 20 березня 1947 року при Відділенні фізико-математичних наук Академії наук СРСР було створено комісію з присудження відповідних премій. Згодом постановою Ради Міністрів СРСР від 23 червня 1956 року замість двох премій була встановлена одна з періодичністю присудження один раз в три роки.
3 серпня 1956 року Президія АН СРСР постановила присуджувати премію радянським та іноземним вченим за найкращі роботи з геометрії, переважно неевклідової.
У 1959 році вийшло рішення Президії АН СРСР, що визначало основні принципи присудження нагород, за яким персональні премії стали присуджуватися раз на три роки й щороку можливо преміювати колектив до трьох номінантів.
16 серпня 1963 року Президія АН СРСР постановила підпорядкувати комісію з присудження премії імені М. І. Лобачевського відділенню математики АН СРСР. З 1966 року премія присуджується відповідно до типового положення про золоті медалі й премії АН СРСР імені видатних вчених. Дата присудження премії — 1 грудня (день народження М. І. Лобачевського).
8 червня 1993 року Президія РАН затвердила Положення про золоті медалі й премії імені видатних вчених, які присуджуються Російською академією наук. Відповідно до нього премія імені М. І. Лобачевського присуджується один раз на три роки «За видатні результати в галузі геометрії».

### Медаль імені М.І.Лобачевського
Постановою Ради Міністрів УРСР від 18 червня 1991 року № 380 в ознаменування 200-ї річниці з дня народження першовідкривача неевклідової геометрії Миколи Івановича Лобачевського була заснована медаль імені видатного вченого. З 1992 року, відповідно до Положення про порядок присудження медалі імені М. І. Лобачевського, «медаль присуджується Вченою Радою Казанського державного університету один раз на п'ять років радянським і закордонним ученим за видатні роботи в галузі геометрії». Конкурс проводиться одночасно і спільно з конкурсом на премію ім. М. І. Лобачевського Російської академії наук, до складу журі конкурсу входять представники РАН і співробітники Казанського університету. На відміну від традиції 1897—1903 рр. (коли були вручені 4 медалі за 3 церемонії), медаль вручається НЕ рецензентам представлених робіт, а безпосередньо їх авторам.
Станом на 2010 рік також були вручені 4 медалі за 3 церемонії (1992, 1997, 2002 рр.).

## Нагороджені премією імені М.І.Лобачевського
- 1897 — Софус Лі (норв. Sophus Lie), золота медаль вручена рецензенту Феліксу Кляйну.
- 1900 — Вільгельм Кіллінг[de], золоті медалі вручені рецензентам Фрідріху Енгелю і Роберту Боллу[en].
- 1904 — Давид Гільберт, золота медаль вручена рецензенту Анрі Пуанкаре.
- 1906 — премія не присуджувалася. Представлена робота Беппо Леві[en] удостоєна почесного відгуку.
- 1909, вручена 1912 — Людвіг Шлезінгер[de].
- 1912 — Фрідріх Шур[de]
- 1927 — Герман Вейль
- 1937 — Елі Жозеф Картан
- 1937 — Володимир Олександрович Фок (за роботи, що розширюють ідеї М. І. Лобачевського)
- 1937 — Віктор Володимирович Вагнер[ru]
- 1951 — Микола Володимирович Єфімов[ru]
- 1951 — Олександр Данилович Александров
- 1959 — Олексій Васильович Погорєлов
- 1966 — Лев Семенович Понтрягін
- 1969 — Гайнц Гопф
- 1972 — Павло Сергійович Александров
- 1977 — Борис Миколайович Делоне
- 1981 — Сергій Петрович Новіков
- 1984 — Герберт Буземанн[en]
- 1986 — Андрій Миколайович Колмогоров
- 1990 — Фрідріх Хирцебрух
- 1992 — Володимир Ігорович Арнольд
- 1996 — Григорій Олександрович Маргуліс
- 2000 — Юрій Григорович Решетняк[ru]

## Нагороджені медаллю імені М.І.Лобачевського від КГУ
- 1992 — Норден, Олександр Петрович[ru]
- 1997 — Комраков, Борис Петрович
- 1997 — Громов Михайло Леонідович
- 2002 — Черн Шіінг-Шен (трад. 陳省身, спр. 陈省身, піньінь: Chén Xǐngshēn)